# 福島市北信学習センター
福島市北信学習センター（ふくしまし ほくしんがくしゅうセンター）は、福島県福島市にある生涯学習施設である。

## 概要
福島市学習センター条例に基づき設置された学習センターの一つであり、福島市北信地区の鎌田に位置する。もともと福島市北信公民館として利用されており、北信地区住民の生涯学習の拠点として利用されてきた。建物は福島市役所北信支所との合築となっている。北側には福島市立北信中学校があり、一帯は地区の行政、教育を一手に担っている。

## 施設
1階
- 図書室（福島市立図書館分館）
  - こどものへや
- 和室
- 多目的ホール
- 実習室
- 福島市役所北信支所

2階
- 講義室
- 福島市役所北信支所大会議室

## 沿革
- 1956年4月 - 福島市公民館の分館として鎌田公民館が設置される。
- 1967年4月 - 福島市公民館条例が改正され、当地区に公民館本館として東公民館が設置されることが決定される。
- 1970年3月 - 東公民館が落成し、鎌田公民館は分館となる。
- 1993年4月 - 東公民館の移転新築により現在地に市役所支所との合築として落成し、北信公民館と改称される。
- 2005年4月 - 福島市公民館条例が廃止され福島市学習センター条例が施行される。これにより従来の福島市北信公民館が福島市北信学習センター分館へ改称される。
- 2008年3月 - 増改築工事が行われ開館する。

## 開館
- 開館時間 - 午前9時～午後9時（未登録団体の専用使用は午後5時45分まで）
- 休館日 - 毎週火曜日、国民の祝日、12月29日から翌年1月3日まで

## アクセス
- JR東北本線東福島駅より徒歩7分、阿武隈急行卸町駅より徒歩5分

## 周辺
- 大原綜合病院附属大原医療センター
  - 大原看護専門学校
- 社会福島厚生会ポリスティカかまた
- 福島市立北信中学校
- 阿武隈急行線卸町駅
- 福島県道387号飯坂保原線大原医療センター前交差点